# Орсанмикеле
Орсанмикеле (на италиански: Chiesa di Orsanmichele) е католическа църква във Флоренция, Италия, уникална по своята форма и значение.

## История
„Орсанмикеле“ е построена в периода 1337 – 1350 г. Името на църквата идва от името на женски манастир от VІІІ век, който се е намирал на това място и се е наричал „San Michele in Orto“ („Сан-Микеле в градината“).
През 1240 г. на мястото възниква пазар, където в отворена лоджия с пиластри, за да пази от дъжд, се води търговия със зърно. В памет на църквата, намираща се на мястото преди това, на стената са поставени изображения на Архангел Михаил и Дева Мария. За второто се смятало, че притежава чудотворна сила.
След 1348 г., когато Флоренция е пометена от чума, преживелите епидемията даряват на църквата 350 000 флорина, което е повече от годишния бюджет на града и позволява църквата да поръча голям табернакъл от мрамор, изработен от Андреа Орканя. Тъй като търговията със зърно не се съчетава с прекрасния табернакъл, пазарът е преместен на друго място. Оттогава, партерния етаж на Орсанмикеле служи изключително за религиозни цели. Горните етажи продължават да служат за хранилище на зърно до началото на ХVІ век.
През ХІV век сградата става център на гилдиите в града. В следващите години тези гилдии пожертват много средства за създаване на скулптури на своите покровители и на други светци, които са разположени в 14 ниши на четирите външни стени на сградата. Гилдиите са достатъчно богати, за да наемат известни скулптори, които изпълняват поръчките – Нани ди Банко, Донатело, Лоренцо Гиберти и Андреа дел Верокио.

## Галерия
- Интериор
- Свети Марко, Донатело
- Тома Неверни, Верокио